# ريكي هيكمان
ريكي هيكمان (بالإنجليزية: Ricky Hickman)‏ مواليد 1 سبتمبر 1985 في وينستون-سالم، هو لاعب كرة سلة أمريكي. بدأ مسيرته الاحترافية في سنة 2007. يلعب مع أولمبيا ميلانو كلاعب هجوم خلفي. يحمل الرقم 7. يبلغ طوله 6 قدم 2.5 بوصة (1.9 م).

## المسيرة الاحترافية
لعب مع غيسن فورتي سيكسرز في موسم 2008–2009، ثم لعب مع نادي كازالي لكرة السلة في موسم 2010–2011، ثم لعب مع فيكتوريا يبرتاس بيزارو في الدوري الإيطالي في موسم 2011–2012، ثم لعب مع مكابي تل أبيب لكرة السلة من سنة 2012 إلى 2014، ثم لعب مع فنربخشة لكرة السلة في الدوري التركي من سنة 2014 إلى 2016.

## إحصائيات المسيرة
| † | يشير إلى المواسم التي فاز فيها بالبطولة |

### الدوري الأوروبي
| السنة     | الفريق                   | لعب | بدأ | دقيقة | ميداني% | ثلاثية | حرة  | ارتداد | صنع | استلاب | تصدي | نقطة | أداء |
| --------- | ------------------------ | --- | --- | ----- | ------- | ------ | ---- | ------ | --- | ------ | ---- | ---- | ---- |
| 2012–13   | مكابي تل أبيب لكرة السلة | 27  | 27  | 28.9  | .448    | .356   | .784 | 2.7    | 3.1 | 1.4    | .2   | 13.5 | 14.9 |
| 2013–14 † | مكابي تل أبيب لكرة السلة | 30  | 26  | 28.7  | .440    | .326   | .752 | 2.6    | 2.7 | .8     | .1   | 12.2 | 11.2 |
| 2014–15   | فنربخشة لكرة السلة       | 17  | 4   | 22.1  | .333    | .328   | .800 | 2.5    | 2.0 | 1.1    | .1   | 9.0  | 7.7  |
| 2015–16   | فنربخشة لكرة السلة       | 20  | 3   | 11.9  | .423    | .310   | .793 | 1.3    | 1.3 | .4     | .0   | 4.6  | 4.7  |
| المسيرة   |                          | 94  | 60  | 24.0  | .423    | .339   | .776 | 2.3    | 2.4 | .9     | .1   | 10.4 | 10.2 |

## روابط خارجية
- ريكي هيكمان على موقع الاتحاد الدولي لكرة السلة (الإنجليزية)
- ريكي هيكمان على موقع الدوري الأوروبي لكرة السلة (الإنجليزية)
- ريكي هيكمان على موقع كرة السلة الأوروبية.كوم (الإنجليزية)
- ريكي هيكمان على موقع كلية كرة السلة في سبورتس رفرنس.كوم (الإنجليزية)
- ريكي هيكمان على موقع ريلجم (الإنجليزية)
- ريكي هيكمان على موقع بروبوليرز (الإنجليزية)
- ريكي هيكمان على موقع سبورتس رفرنس (الإنجليزية)